# ويليام كلاكستون
ويليام كلاكستون (بالإنجليزية: William Claxton)‏ هو مصور أمريكي، ولد في 12 أكتوبر 1927 في باسادينا في الولايات المتحدة، وتوفي في 11 أكتوبر 2008 في لوس أنجلوس في الولايات المتحدة.

## وصلات خارجية
- ويليام كلاكستون على موقع IMDb (الإنجليزية)
- ويليام كلاكستون على موقع ميوزك برينز (الإنجليزية)